# Programme SAMRO
Le programme SAMRO (acronyme pour SAtellite Militaire de Reconnaissance Optique) est le premier programme de satellite militaire de reconnaissance français. Lancé en 1978, il est abandonné en 1982. Les acquis du programme sont réinvestis dans le programme de satellite d'observation de la Terre civil français SPOT et dans le programme militaire européen de satellites de reconnaissance Helios.

## Déroulement du programme
À l'initiative du ministère de la Défense d'Yvon Bourges, le programme SAMRO est lancé en 1978. Il est mené par la direction générale de l'Armement (DGA), avec l'appui du CNES. La DGA réalise des études préliminaires dont le cahier des charges doit permettre de doter l'armée française, à l'instar des autres puissances spatiales, États-Unis et Union soviétique en tête, de satellites de reconnaissance.
Le programme est décidé à partir des événements survenus entre le Tchad et la Libye à partir de 1978, au cours duquel tous les renseignements français sur les dispositifs libyens provenaient des satellites américains Key Hole. Il est censé aboutir en 1986 au lancement du premier satellite espion français. Le coût du programme est évalué à deux milliards de francs. Mais les performances techniques attendues du programme sont faibles ; la résolution attendue des images est de l'ordre de 5 m, là où les satellites américains de l'époque offrent une résolution de l'ordre de plusieurs centimètres,. De plus, le dispositif optique et non infrarouge ne permet pas de s'affranchir des nuages, limitant encore l'efficacité du satellite.
Le programme est d'abord abandonné en 1982 par le ministère de la Défense socialiste Charles Hernu, principalement pour des raisons financières. Pour refaire vivre le projet, un partenariat est proposé à la République fédérale allemande, mais après des pourparlers en 1983 et 1984, la RFA décline l'invitation, notamment à cause de divergences sur le système d'observation à monter sur le satellite, les Allemands plaidant pour l'infrarouge. Faute d'apport de capitaux neufs, le projet est définitivement enterré, en novembre 1985.

## Postérité
Tout n'est pas perdu lors de l'abandon du programme. L'enregistreur de bord à grande capacité et le système de prise de vue EPV sont conservés.
Le programme civil de satellites de télédétection SPOT, est quant à lui fortement nourrit du programme SAMRO, ce qui permet à la France de lancer son premier satellite de télédétection en 1986. Par ailleurs, les études préliminaires effectuées au cours de ce programme sont réutilisées pour son successeur dans le domaine militaire, le programme Helios qui aboutit quant à lui au lancement de plusieurs satellites de renseignement à partir de 1995.